# Пятиугольная антипризма
Пятиугольная антипризма — третья в бесконечном ряду антипризм, образованная чётным набором треугольных сторон и закрыта с обеих сторон двумя многоугольниками. Состоит из двух пятиугольников, связанных друг с другом кольцом из 10 треугольников, что даёт в сумме 12 граней. Таким образом, многогранник является неправильным додекаэдром.

## Геометрия
Если все грани пятиугольной антипризмы являются правильными многоугольниками, то это полуправильный многогранник. Также его можно считать дважды противоположно отсечённым икосаэдром — фигурой, образованной отсечением двух пятиугольных пирамид из правильного икосаэдра, оставляя две несмежные пятиугольные грани. Связанная фигура, дважды косо отсечённый икосаэдр (один из правильногранных многогранников), аналогично формируется из икосаэдра удалением двух пирамид, но в получившемся многограннике пятиугольные грани соприкасаются рёбрами. Две пятиугольные грани обеих фигур можно нарастить пирамидами с образованием икосаэдра.

### Связь с многогранниками высоких размерностей
Пятиугольная призма встречается как компонента в некоторых многогранниках высокой размерности. Два кольца из 10 пятиугольных антипризм в каждом ограничивают гиперповерхность 4-мерной великой антипризмы. Если эти антипризмы нарастить пятиугольными призматическими пирамидами и связать с кольцами 5 тетраэдров, получим шестисотячейник.

### Производные многогранники
Пятиугольная антипризма может быть усечена и достроена до одной из плосконосых антипризм:
| Антипризма A5    | Усечённая tA5    | Альтернированная htA5 |
| ---------------- | ---------------- | --------------------- |
|                  |                  |                       |
| s{2,10}          | ts{2,10}         | ss{2,10}              |
| v:10; e:20; f:12 | v:40; e:60; f:22 | v:20; e:50; f:32      |

### Однородные антипризмы
| Многогранник |          |         |         |         |         |         |         |         |          |          |          |            |
| Мозаика      |          |         |         |         |         |         |         |         |          |          |          |            |
| Конфигурация | V2.3.3.3 | 3.3.3.3 | 4.3.3.3 | 5.3.3.3 | 6.3.3.3 | 7.3.3.3 | 8.3.3.3 | 9.3.3.3 | 10.3.3.3 | 11.3.3.3 | 12.3.3.3 | ...∞.3.3.3 |

## Скрещенная антипризма
Скрещенная пятиугольная антипризма топологически идентична пятиугольной антипризме, хотя не может быть сделана однородной. Её сторонами являются равнобедренные треугольники. Она имеет d5d симметрию порядка 10. Конфигурация её вершины равна 3.3/2.3.5, а расположение вершин такое же, что и у пятиугольной призмы.